# Прапор Ізраїлю
Прапор Ізраїлю є державним символом Ізраїлю.

## Опис
У Мідраші можна знайти описи прапорів дванадцяти колін Ізраїлевих; це опис зроблено на основі тлумачення біблійних віршів, але в ряді випадків правомірність таких тлумачень заперечується.
В діаспорі, за відсутності єврейських атрибутів державності, не існувало і єврейських прапорів. При цьому відомі випадки, коли окремі громади мали свою атрибутику.

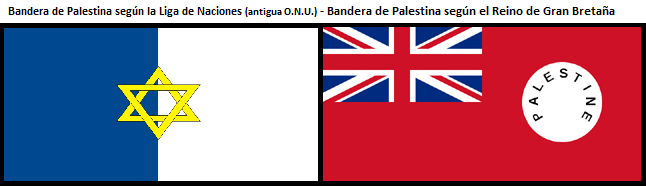
Прапори Палестини

Прапор був розроблений для сіоністського руху в 1891 році. Прапор нагадує «таліт» (івр. טַלִּית) — білу з синіми смугами єврейську молільну хустку. Гексаграма в центрі — Маген Давид, відомий як «Щит Давида», або «Зірка Давида». Цей знак став єврейським символом ще в XVII столітті та був прийнятий Першим сіоністським конгресом у 1897 році.
У 1920—1948 році в мандатній Палестині обмежено використовувався прапор, заснований на британському Червоному прапорі, з назвою підмандатної території в білому колі в правій частині полотнища.
За спеціальним розпорядженням Черчилля в роки Другої світової війни прапор Всесвітньої сіоністської організації був покладений в основу прапора Єврейської бригади.
Сучасний прапор офіційно затверджений як державний 28 жовтня 1948 року, за п'ять місяців після утворення Держави Ізраїль та після розгляду понад 170 проєктів. Первісна версія, запропонована до затвердження, мала вигляд прапора, що складається з трьох рівних вертикальних смуг: двох блакитних по краях і білої в середині, з синьою зіркою Давида на білій смузі. Але більшість членів уряду висловилися за дві горизонтальні синіх смуги, що нагадують небо і море.
Перший астронавт Ізраїлю Ілан Рамон в лютому 2003 року вперше підняв біло-синій прапор в космос на борту шаттла «Колумбія», який зазнав аварії в цьому польоті при вході в щільні шари атмосфери при поверненні на Землю 1 лютого 2003 року. 14 травня 2010 стартував шаттл «Атлантіс». Канадський астронавт єврейського походження Ебор Райзман доставив у космос прапор Ізраїлю з ім'ям першого ізраїльського астронавта.

## Кольори
| Кольорова схема | Синій       | Білий       |
| --------------- | ----------- | ----------- |
| Pantone         | GCDN        | Білий       |
| RGB             | 0/56/184    | 255/255/255 |
| HEX             | #0038b8     | #FFFFFF     |
| CMYK            | 100/70/0/28 | 0/0/0/0     |

## Конструкція прапора
|                     |
| Конструкція прапора |